# Cyclophora albipunctaria
Cyclophora albipunctaria är en fjärilsart som beskrevs av Gustav Heinrich Heydenreich 1851. Cyclophora albipunctaria ingår i släktet Cyclophora och familjen mätare. Inga underarter finns listade i Catalogue of Life.